# Luftflotte 10
Die Luftflotte 10 (Lfl. 10) war eine am 1. Juli 1944 aufgestellte Luftflotte der Luftwaffe der Wehrmacht. Am 28. April 1945, noch vor der bedingungslosen Kapitulation der Wehrmacht, löste sie sich auf.

## Geschichte
Die Luftflotte 10 wurde am 1. Juli 1944 als oberste Kommandobehörde Ausbildungs- und Ersatz-Einheiten der Luftwaffe gebildet. Bis auf wenige Ausnahmen konzentrierten sich ihre unterstellten Verbände auf die Ausbildung des Personals der Luftwaffe und führte keine Kampfeinsätze durch.

## Führung
| Oberbefehlshaber                          | von              | bis              |
| ----------------------------------------- | ---------------- | ---------------- |
| General der Flieger Hans-Georg von Seidel | 1. Juli 1944     | 27. Februar 1945 |
| General der Flieger Stefan Fröhlich       | 27. Februar 1945 | 28. April 1945   |

| Chef des Generalstabs        | von            | bis               |
| ---------------------------- | -------------- | ----------------- |
| Oberst Herbert Giese         | 1. Juli 1944   | 31. Dezember 1944 |
| Oberstleutnant Wolf Eberhard | 1. Januar 1945 | 31. März 1945     |

## Unterstellte Verbände
| 1. Juli 1944      | 1. Flieger-Ausbildungs-Division                                 | Flugbereitschaft/1. Flieger-Ausbildungs-Division; Fliegerregiment 90; Fliegerregiment 91; Fliegerregiment 92; Fliegerregiment 93; Fliegerregiment 94 |
| 1. Juli 1944      | 1. Flieger-Schul-Division                                       | Flugzeugführerschule A 2, Flugzeugführerschule A 5, Flugzeugführerschule A 7, Flugzeugführerschule A 10, Flugzeugführerschule A 14, Flugzeugführerschule A 23, Flugzeugführerschule A 43, Flugzeugführerschule A 52, Flugzeugführerschule A 61, Flugzeugführerschule A 72, Flugzeugführerschule A 114, Flugzeugführerschule A 115, Flugzeugführerschule A 116, Flugzeugführerschule A 118, Flugzeugführerschule A 125, Flugzeugführerschule B 2, Flugzeugführerschule B 4, Flugzeugführerschule B 14, Flugzeugführerschule B 16, Flugzeugführerschule B 31, Flugzeugführerschule B 32 |
| 1. Juli 1944      | 2. Flieger-Schul-Division                                       | Flugzeugführerschule A 1, Flugzeugführerschule A 3, Flugzeugführerschule A 4, Flugzeugführerschule A 9, Flugzeugführerschule A 12, Flugzeugführerschule A 41, Flugzeugführerschule B 5, Flugzeugführerschule B 6, Flugzeugführerschule B 34, Flugzeugführerschule B 38, Stab, I. und II./Schlachtgeschwader 102, Stab, I. und II./Jagdgeschwader 102, III./Jagdgeschwader 103, Stab und I./Jagdgeschwader 107, Stab, I. und II./Jagdgeschwader 108, I./Nachtjagdgeschwader 102 |
| 1. Juli 1944      | 3. Flieger-Schul-Division                                       | Schlachtgeschwader 103, Schlachtgeschwader 104, Schlachtgeschwader 111, Lehrgang für Kampf-Beobachter und Bordschützen, Flieger-Bildschule Hildesheim, Navigationsschule Haderslev, Verbandsführerschule des Generals der Kampfflieger, Bomber- und Zielfinderschule Greifswald |
| 1. Juli 1944      | 4. Flieger-Schul-Division                                       | Stab und I./Jagdgeschwader 101, Stab, I. und II./Jagdgeschwader 103, Jagdgeschwader 104, Stab und I./Jagdgeschwader 105, Stab und I./Jagdgeschwader 106, Stab, I. und II./Jagdgeschwader 110, Zerstörergeschwader 101, Nachtjagdgeschwader 101, Schießschule der Luftwaffe Værløse, Fluglehrerschule der Luftwaffe Brandenburg-Briest |
| 1. Juli 1944      | Flieger-Zieldivision                                            | Fliegerzielgruppe I, Fliegerzielgruppe II, Fliegerzielgruppe III, Fliegerzielgruppe IV |
| 1. Juli 1944      | Ergänzungs-Aufklärungsgeschwader 1                              | Stab, I. und II. Gruppe |
| 1. Juli 1944      | Ergänzungs-Jagdgeschwader 1                                     | Stab, I., II., III. und IV. Gruppe |
| 1. Juli 1944      | Ergänzungs-Jagdgeschwader 2                                     | Stab, I., II., III., IV. und V. Gruppe |
| 1. Juli 1944      | Ergänzungs-Kampfgeschwader 1                                    | Stab, I., II., III. und IV. Gruppe |
| 1. Juli 1944      | Flak-Ersatz-Division                                            | |
| 1. Juli 1944      | Flak-Schul-Division                                             | |
| 1. Juli 1944      | Luftnachrichten-Ausbildungs- und Ersatz-Division                | |
| 1. Juli 1944      | Luftnachrichten-Schul-Division                                  | |
| 1. Juli 1944      | Fallschirm-Jäger-Ausbildungs- und Ersatz-Division               | Fallschirm-Jäger-Ausbildungs-Regiment 1, Fallschirm-Jäger-Ausbildungs-Regiment 2, Fallschirm-Jäger-Ausbildungs-Regiment 3, Fallschirm-Jäger-Ausbildungs-Regiment 4, Fallschirm-Jäger-Ersatz-Bataillon 1, Fallschirm-Jäger-Ersatz-Bataillon 2, Fallschirm-Jäger-Ersatz-Bataillon 3, Fallschirm-Jäger-Ersatz-Bataillon 4, Fallschirm-Pionier-Ausbildungs- und Ersatz-Bataillon 1, Fallschirm-Pionier-Ausbildungs- und Ersatz-Bataillon 2, Fallschirm-Panzer-Zerstörer-Ausbildungs-Bataillon, Fallschirm-Panzer-Jäger-Ausbildungs- und Ersatz-Bataillon, Fallschirm-Artillerie-Ausbildungs- und Ersatz-Abteilung, Fallschirm-Granatwerfer-Lehr-Bataillon, Fallschirm-Nachrichten-Ausbildungs- und Ersatz-Abteilung |
| 1. Juli 1944      | Fallschirm-Jäger-Ausbildungs- und Ersatz-Brigade Hermann Göring | Fallschirm-Panzer-Ersatz- und Ausbildungs-Regiment 1 Hermann Göring, Fallschirm-Panzer-Ersatz- und Ausbildungs-Regiment 2 Hermann Göring |
| 1. Juli 1944      | Kommandeur der Fallschirm-Jäger-Schulen                         | |
| 13. November 1944 | IX. Fliegerkorps (J)                                            | Kampfgeschwader (J) 6, Kampfgeschwader (J) 27, Kampfgeschwader (J) 30, Kampfgeschwader (J) 55 |
| 13. November 1944 | 1. Flieger-Ausbildungs-Division                                 | Flugbereitschaft/1. Flieger-Ausbildungs-Division; Fliegerregiment 90; Fliegerregiment 91; Fliegerregiment 92; Fliegerregiment 93; Fliegerregiment 94 |
| 13. November 1944 | 1. Flieger-Schul-Division                                       | Flugzeugführerschule A 2, Flugzeugführerschule A 5, Flugzeugführerschule A 7, Flugzeugführerschule A 10, Flugzeugführerschule A14, Flugzeugführerschule A 23, Flugzeugführerschule A 43, Flugzeugführerschule A 52, Flugzeugführerschule A 61, Flugzeugführerschule A 72, Flugzeugführerschule A 114, Flugzeugführerschule A 115, Flugzeugführerschule A 116, Flugzeugführerschule A 118, Flugzeugführerschule A 125, Flugzeugführerschule B 2, Flugzeugführerschule B 4, Flugzeugführerschule B 14, Flugzeugführerschule B 16, Flugzeugführerschule B 31, Flugzeugführerschule B 32 |
| 13. November 1944 | 2. Flieger-Schul-Division                                       | Flugzeugführerschule A 1, Flugzeugführerschule A 3, Flugzeugführerschule A 4, Flugzeugführerschule A 9, Flugzeugführerschule A 12, Flugzeugführerschule A 41, Flugzeugführerschule B 5, Flugzeugführerschule B 6, Flugzeugführerschule B 34, Flugzeugführerschule B 38, Stab, I. und II./Schlachtgeschwader 102, Stab, I. und II./Jagdgeschwader 102, III./Jagdgeschwader 103, Stab, I. und II./Jagdgeschwader 107, Stab, I. und II./Jagdgeschwader 108, I./Nachtjagdgeschwader 102 |
| 13. November 1944 | 3. Flieger-Schul-Division                                       | Schlachtgeschwader 103, Schlachtgeschwader 104, Schlachtgeschwader 111, Lehrgang für Kampf-Beobachter und Bordschützen, Flieger-Bildschule Hildesheim, Navigationsschule Haderslev, Verbandsführerschule des Generals der Kampfflieger, Bomber- und Zielfinderschule Greifswald |
| 13. November 1944 | 4. Flieger-Schul-Division                                       | Stab, I. und II./Jagdgeschwader 101, Stab, I. und II./Jagdgeschwader 103, Jagdgeschwader 104, Stab, I. und II./Jagdgeschwader 105, Stab, I. und II./Jagdgeschwader 106, Stab, I., II. und III./Jagdgeschwader 110, Zerstörergeschwader 101, Nachtjagdgeschwader 101, Schießschule der Luftwaffe Værløse, Fluglehrerschule der Luftwaffe Brandenburg-Briest |
| 13. November 1944 | Flieger-Ziel-Division                                           | Fliegerzielgruppe I, Fliegerzielgruppe II, Fliegerzielgruppe III, Fliegerzielgruppe IV |
| 13. November 1944 | Ergänzungs-Aufklärungsgeschwader 1                              | Stab, I. und II. Gruppe |
| 13. November 1944 | Ergänzungs-Jagdgeschwader 1                                     | Stab, I., II., III. und IV. Gruppe |
| 13. November 1944 | Ergänzungs-Jagdgeschwader 2                                     | Stab, I., II., III., IV. und V. Gruppe |
| 13. November 1944 | Ergänzungs-Kampfgeschwader 1                                    | Stab, I., II., III. und IV. Gruppe |
| 13. November 1944 | Flak-Ersatz-Division                                            | |
| 13. November 1944 | Flak-Schul-Division                                             | |
| 13. November 1944 | Luftnachrichten-Ausbildungs- und Ersatz-Division                | |
| 13. November 1944 | Luftnachrichten-Schul-Division                                  | |
| 13. November 1944 | Fallschirm-Jäger-Ausbildungs- und Ersatz-Division               | Fallschirm-Jäger-Ausbildungs-Regiment 1, Fallschirm-Jäger-Ausbildungs-Regiment 2, Fallschirm-Jäger-Ausbildungs-Regiment 3, Fallschirm-Jäger-Ausbildungs-Regiment 4, Fallschirm-Jäger-Ersatz-Bataillon 1, Fallschirm-Jäger-Ersatz-Bataillon 2, Fallschirm-Jäger-Ersatz-Bataillon 3, Fallschirm-Jäger-Ersatz-Bataillon 4, Fallschirm-Pionier-Ausbildungs- und Ersatz-Bataillon 1, Fallschirm-Pionier-Ausbildungs- und Ersatz-Bataillon 2, Fallschirm-Panzer-Zerstörer-Ausbildungs-Bataillon, Fallschirm-Panzer-Jäger-Ausbildungs- und Ersatz-Bataillon, Fallschirm-Artillerie-Ausbildungs- und Ersatz-Abteilung, Fallschirm-Granatwerfer-Lehr-Bataillon, Fallschirm-Nachrichten-Ausbildungs- und Ersatz-Abteilung |
| 13. November 1944 | Fallschirm-Jäger-Ausbildungs und Ersatz-Brigade Hermann Göring  | Fallschirm-Panzer-Ersatz- und Ausbildungs-Regiment 1 Hermann Göring, Fallschirm-Panzer-Ersatz- und Ausbildungs-Regiment 2 Hermann Göring |
| 13. November 1944 | Kommandeur der Fallschirm-Jäger-Schulen                         | |
| 1. März 1945      | 9. Flieger-Division                                             | Kampfgeschwader (J) 6, Kampfgeschwader (J) 27, Kampfgeschwader (J) 30, Kampfgeschwader (J) 55 |
| 1. März 1945      | 1. Flieger-Schul-Division                                       | Flugzeugführerschule A 2, Flugzeugführerschule A 5, Flugzeugführerschule A 7, Flugzeugführerschule A 10, Flugzeugführerschule A14, Flugzeugführerschule A 23, Flugzeugführerschule A 43, Flugzeugführerschule A 52, Flugzeugführerschule A 61, Flugzeugführerschule A 72, Flugzeugführerschule A 114, Flugzeugführerschule A 115, Flugzeugführerschule A 116, Flugzeugführerschule A 118, Flugzeugführerschule A 125, Flugzeugführerschule B 2, Flugzeugführerschule B 4, Flugzeugführerschule B 14, Flugzeugführerschule B 16, Flugzeugführerschule B 31, Flugzeugführerschule B |
| 1. März 1945      | 2. Flieger-Schul-Division                                       | Flugzeugführerschule A 1, Flugzeugführerschule A 3, Flugzeugführerschule A 4, Flugzeugführerschule A 9, Flugzeugführerschule A 12, Flugzeugführerschule A 41, Flugzeugführerschule B 5, Flugzeugführerschule B 6, Flugzeugführerschule B 34, Flugzeugführerschule B 38, Stab, I. und II./Schlachtgeschwader 102, Stab, I. und II./Jagdgeschwader 102, III./Jagdgeschwader 103, Stab, I. und II./Jagdgeschwader 107, Stab und I./Jagdgeschwader 108, I./Nachtjagdgeschwader 102 |
| 1. März 1945      | 3. Flieger-Schul-Division                                       | Schlachtgeschwader 103, Schlachtgeschwader 104, Schlachtgeschwader 111, Lehrgang für Kampf-Beobachter und Bordschützen, Flieger-Bildschule Hildesheim, Navigationsschule Haderslev, Verbandsführerschule des Generals der Kampfflieger, Bomber- und Zielfinderschule Greifswald |
| 1. März 1945      | 4. Flieger-Schul-Division                                       | Stab, I. und II./Jagdgeschwader 101, Stab, I. und II./Jagdgeschwader 103, Jagdgeschwader 104, Stab, I. und II./Jagdgeschwader 105, Stab, I. und II./Jagdgeschwader 106, Jagdgeschwader 110, Zerstörergeschwader 101, Nachtjagdgeschwader 101, Schießschule der Luftwaffe Værløse, Fluglehrerschule der Luftwaffe Brandenburg-Briest |
| 1. März 1945      | Flieger-Ziel-Division                                           | Fliegerzielgruppe I, Fliegerzielgruppe II, Fliegerzielgruppe III, Fliegerzielgruppe IV |
| 1. März 1945      | Ergänzungs-Aufklärungsgeschwader 1                              | Stab, I. und II. Gruppe |
| 1. März 1945      | Ergänzungs-Jagdgeschwader 1                                     | Stab, I., II., III. und IV. Gruppe |
| 1. März 1945      | Ergänzungs-Jagdgeschwader 2                                     | Stab, I., II., III., IV. und V. Gruppe |
| 1. März 1945      | Ergänzungs-Kampfgeschwader 1                                    | Stab, I., II., III. und IV. Gruppe |
| 1. März 1945      | Flak-Ersatz-Division                                            | |
| 1. März 1945      | Flak-Schul-Division                                             | |
| 1. März 1945      | Luftnachrichten-Ausbildungs und Ersatz-Division                 | |
| 1. März 1945      | Luftnachrichten-Schul-Division                                  | |
| 1. März 1945      | Fallschirm-Jäger-Ausbildungs- und Ersatz-Division               | Fallschirm-Jäger-Ausbildungs-Regiment 1, Fallschirm-Jäger-Ausbildungs-Regiment 2, Fallschirm-Jäger-Ausbildungs-Regiment 3, Fallschirm-Jäger-Ausbildungs-Regiment 4, Fallschirm-Jäger-Ersatz-Bataillon 1, Fallschirm-Jäger-Ersatz-Bataillon 2, Fallschirm-Jäger-Ersatz-Bataillon 3, Fallschirm-Jäger-Ersatz-Bataillon 4, Fallschirm-Pionier-Ausbildungs- und Ersatz-Bataillon 1, Fallschirm-Pionier-Ausbildungs- und Ersatz-Bataillon 2, Fallschirm-Panzer-Zerstörer-Ausbildungs-Bataillon, Fallschirm-Panzer-Jäger-Ausbildungs- und Ersatz-Bataillon, Fallschirm-Artillerie-Ausbildungs- und Ersatz-Abteilung, Fallschirm-Granatwerfer-Lehr-Bataillon, Fallschirm-Nachrichten-Ausbildungs- und Ersatz-Abteilung |
| 1. März 1945      | Fallschirm-Jäger-Ausbildungs- und Ersatz-Brigade Hermann Göring | Fallschirm-Panzer-Ersatz- und Ausbildungs-Regiment 1 Hermann Göring, Fallschirm-Panzer-Ersatz- und Ausbildungs-Regiment 2 Hermann Göring |
| 1. März 1945      | Kommandeur der Fallschirm-Jäger-Schulen                         | |